# Кракувкі-Домбкі
Кракувкі-Домбкі (пол. Krakówki-Dąbki) — село в Польщі, у гміні Городиськ Сім'ятицького повіту Підляського воєводства.
У 1975-1998 роках село належало до Білостоцького воєводства.